# Serge Gruzinski
Serge Gruzinski (Tourcoing, Francia, 5 de noviembre de 1949) es un historiador francés, doctor en historia, especializado en temas latinoamericanos, perteneciente a la historia de las mentalidades. 
Es archivista, paleógrafo y doctor en historia. Ha realizado estudios sobre la imagen mestiza y su ingreso a la modernidad en México. En los últimos años realiza investigaciones sobre Brasil y el Imperio portugués. Su última obra publicada es Les Quatres parties du monde en el año 2004. Actualmente se desempeña como director de investigaciones en el Centro Nacional de Investigación Científica (CNRS), dirige la Unidad Mixta de Investigación Empires, Sociétés, Nations, renueva anualmente en París su seminario Cultures et sociétés de l’Amérique coloniale, XVIe – XIXe siècle y es director de tesis doctorales en la Escuela de Altos Estudios en Ciencias Sociales. En 2015 ha sido el primer historiador galardonado con el Premio Internacional de Historia del Comité Internacional de Ciencias Históricas, considerado el "Premio Nobel" de esa disciplina.

## Principales obras
- La colonización de lo imaginario. Sociedades indígenas y occidentalización en el México Español S.XVI-XVIII. Fondo de Cultura Económica, México D.F., 1991.[5]
- El águila y la sibila. Frescos indios de México.
- Los mexicas. Auge y caída de un imperio
- La Ciudad de México. Una historia.[6]
- Entre dos mundos: fronteras culturales y agentes mediadores.
- La guerra de las imágenes, de Cristóbal Colón a "Blade Runner" (1492-2019)[7]
- La mente mestiza: las dinámicas intelectuales de la globalización y la colonización.[8][9]
- Le destin brisé de l'empire aztèque, colección «Découvertes Gallimard» (n.º 33), París: Éditions Gallimard, 1988, 2010.[10]
  - Trad. al español El destino truncado del imperio azteca, colección «Aguilar Universal» (n.º 25), Madrid: Aguilar, S. A. de Ediciones, 1992.
  - Trad. al español El destino truncado del lmperio azteca, colección «Biblioteca ilustrada» (n.º 6), Barcelona: Blume, 2012.
- Las cuatro partes del mundo. Historia de una mundialización.[11]
- ¿Para qué sirve la Historia?[12]

En colaboración con Carmen Bernand:
- De l'idolâtrie. Une archéologie des sciences religieuses, 1988 (hay traducción castellana: De la idolatría. Una arqueología de las ciencias religiosas, México, Fondo de Cultura Económica, 1992),
- Histoire du Nouveau Monde (2 volúmenes, 1991 y 1993; hay traducción castellana: Historia del Nuevo Mundo, México, Fondo de Cultura Económica, 1996).